# 库尔特·坦泽
库尔特·坦泽（Kurt Tanzer）是第二次世界大战期間納粹德国空军飞行员。作为王牌飞行员，他在二戰中获得了约128至143次空中胜利。他曾获得騎士鐵十字勳章。二戰結束後，库尔特·坦泽繼續在西德空軍服役。1960年6月25日，库尔特·坦泽在一次飞行事故中丧生。